# HD34384
HD34384 — хімічно пекулярна зоря спектрального класу A3, що має видиму зоряну величину в смузі V приблизно  7,3.
Вона  розташована на відстані близько 265,2 світлових років від Сонця.